# Dasycladales
Ordre
Taxons de rang inférieur
- Voir le texte

Les Dasycladales sont un ordre d'algues vertes de la classe des Ulvophyceae.

## Liste des familles
Selon AlgaeBase (1 mai 2013), NCBI (1 mai 2013) et World Register of Marine Species (1 mai 2013) :
- famille des Dasycladaceae Kützing
- famille des Polyphysaceae Kützing